# Robert Radosz
Robert Radosz (Sławno, Pomerània Occidental, 8 de juliol de 1975) és un ciclista polonès, professional des del 2000 al 2014.

## Palmarès
- 2000
  - 1r al Bałtyk-Karkonosze Tour
- 2003
  - Vencedor d'una etapa del Baltyk-Karkonosze Tour
- 2004
  - 1r al Memorial Henryk Łasak
  - Vencedor d'una etapa del Baltyk-Karkonosze Tour
  - Vencedor d'una etapa de la Cursa de la Solidaritat Olímpica
- 2005
  - Vencedor d'una etapa de la Dookoła Mazowsza
  - Vencedor d'una etapa de la Małopolski Wyścig Górski
  - Vencedor d'una etapa de la Volta a Eslovàquia
  - Vencedor d'una etapa de la Volta a Bulgària
- 2006
  - 1r a la Cursa de Solidarność i els Atletes Olímpics i vencedor d'una etapa
  - Vencedor d'una etapa de la Małopolski Wyścig Górski
  - Vencedor d'una etapa de la Volta a Bulgària
- 2007
  - 1r al Tour de Hainan i vencedor de 2 etapes
  - Vencedor d'una etapa de la Szlakiem Grodów Piastowskich
- 2011
  - 1r al Bałtyk-Karkonosze Tour i vencedor d'una etapa
  - 1r a la Dookoła Mazowsza i vencedor d'una etapa
  - Vencedor d'una etapa de la Małopolski Wyścig Górski
- 2012
  - Vencedor d'una etapa del Baltyk-Karkonosze Tour